# Kantatie 98
La Kantatie 98 (in svedese Stamväg 98), conosciuta anche come Tullitie, è una strada principale finlandese. Ha inizio a Ylitornio e si conclude in frazione Aavasaksa dopo appena 0,4 km., laddove comincia la Valtatie 21.

## Percorso
La Kantatie 98 attraversa il solo comune di Ylitornio.

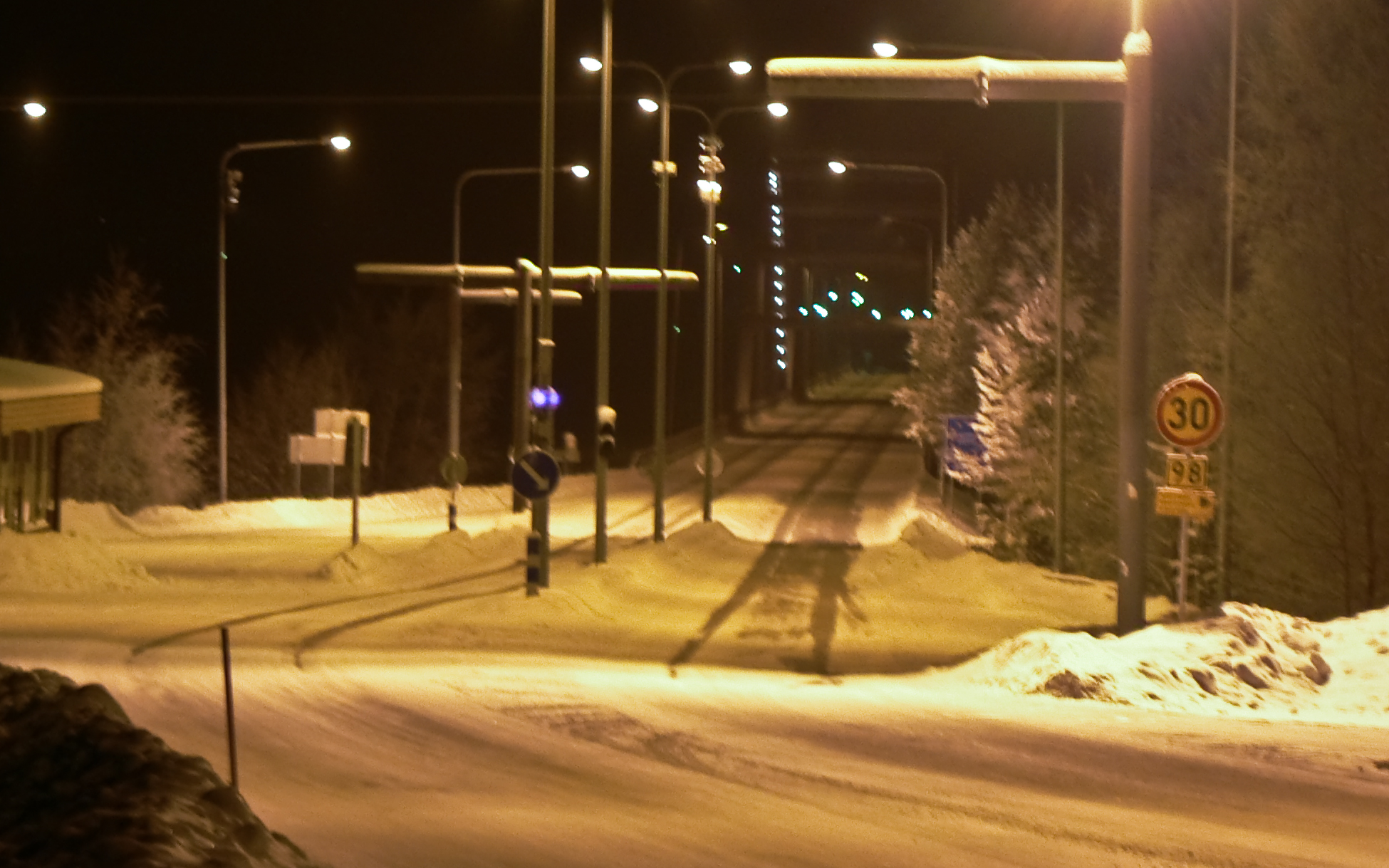
La Kantatie 98